# Bernd Wieland
Bernd Wieland (* 5. Mai 1960; † 3. Juni 2019) war ein deutscher Motorjournalist.

## Werdegang
Wieland war Diplom-Betriebswirt, Diplom-Journalist (LMU München) sowie Absolvent der Deutschen Journalistenschule.
Er begann 1988 als Redakteur bei auto motor und sport. Im Jahre 1996 wurde er zum geschäftsführenden Redakteur von auto motor und sport und Motor Klassik, 1999 zum Chefredakteur bei Motor Klassik und 2004 schließlich zum stellvertretenden Chefredakteur von auto motor und sport.
Mit seinem Wechsel zur Axel Springer AG wurde er April 2006 zum Chefredakteur von Auto Bild und 2007 zusätzlich zum Chefredakteur von Auto Bild Klassik. Daneben war er zeitweise Herausgeber von autobild.de und autobild.tv. Am 1. August 2017 wurde Wieland Chefredakteur „Neue Formate“ der Auto Bild-Gruppe und Chefredakteur „AUTO BILD Klassik“. Seit 1. Juli 2018 war Wieland freier Berater bei Axel Springer für die Verlagsgeschäftsführung (Event- und Titelkonzepte). Zum selben Zeitpunkt machte er sich als Gründer von Bernd Wieland Media selbständig und arbeitete als Journalist für Auto- und Mobilitätsthemen sowie als Consultant.
Wieland war Gründungsredakteur der Magazine Youngtimer, AUTO BILD Klassik, der Neugründung der Motor Revue bei Axel Springer sowie von AUTO BILD Reisemobil. Er starb im Juni 2019 überraschend.

## Publikationen
- Britische Sportwagen-Klassiker, Stuttgart 2001
- Deutsche Sportwagen-Klassiker, Stuttgart 2001
- Italienische Sportwagen-Klassiker, Stuttgart 2001
- Youngtimer, Stuttgart 2001
- Cars and stripes, Stuttgart 2003